# 中国劳工旅
中国劳工旅（英語：Chinese Labour Corps, CLC），又译中国工兵军团，即所謂一战华工，狹義指第一次世界大战期间的中華民國向英军輸出的後勤（非作戰性質）工兵，也泛指为协约国效命的所有華裔劳工，主要负责搬运货物、挖掘战壕等作业提供劳力。协约国所雇之華工约共有14-15万人，其中约10万人隶属英军中国劳工旅、4万人则归法军指挥，另有数百名学生作为翻译。劳工招募始于1916年，最初是由英法政府在中国通过半官方途径招募而来，並經英屬香港中轉；在1917年8月14日中華民国北洋政府通過《對德宣戰案》后，便由中华民国劳工部統籌。招募的士兵經一战结束后，其成员便被陆续送回中国，遣送工作从1918年12月开始，直到1920年9月才彻底完成。

## 招募

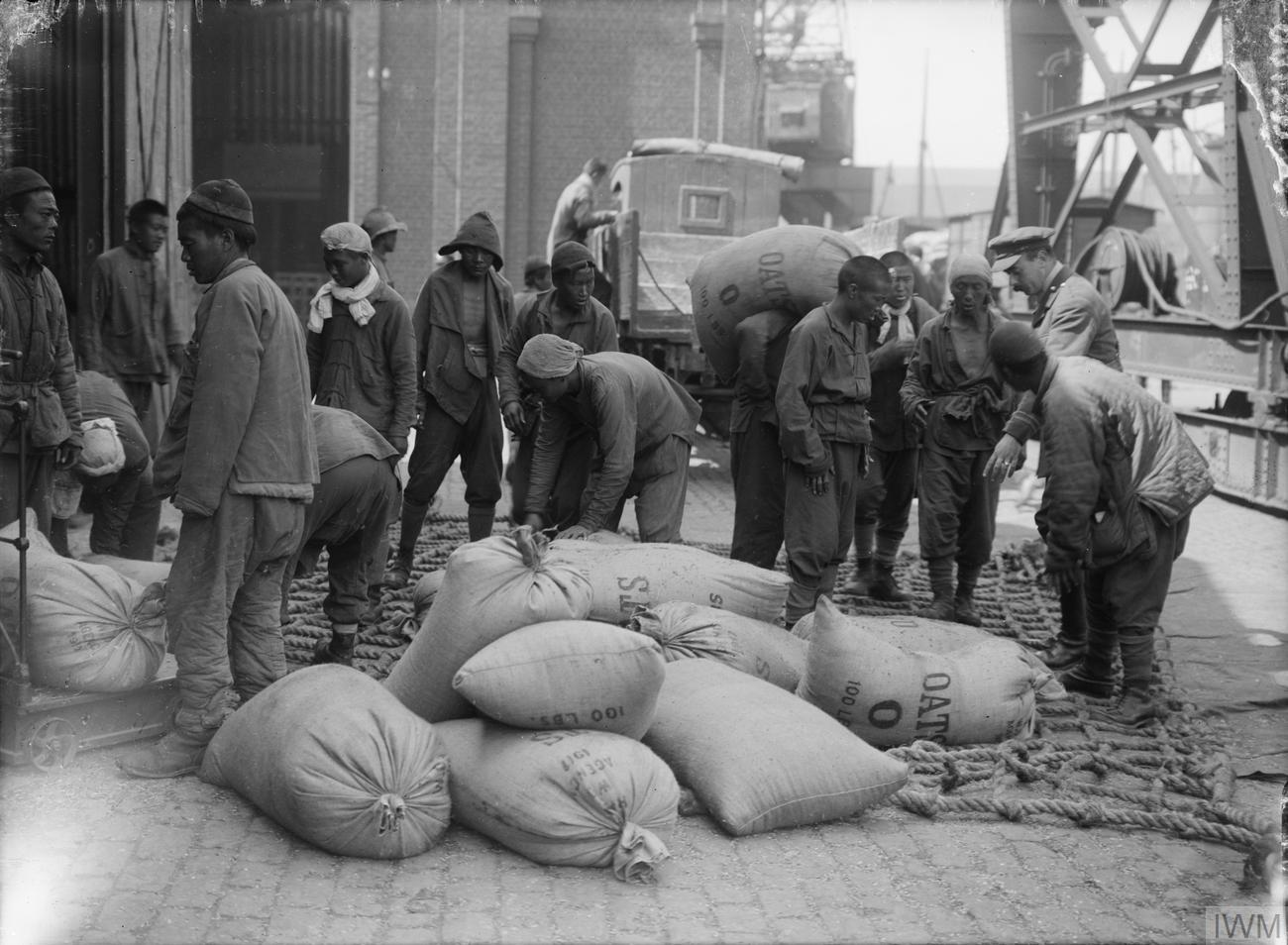
滨海布洛涅，1917年8月12日，中国劳工在英军军官的监督下将一袋袋的燕麦装车

一战期间，西线惨烈的战斗使得交战国都曾经历过兵员不足的情况。为了能够腾出更多的士兵送往前线战斗，英法两国都曾在殖民地和中立国家招募劳工代替一般的士兵进行诸如搬运、修路、挖掘等技术含量低的体力劳动。截止一战结束，除了中国，英法两国总计还从各殖民地以及印度、埃及和南非招募了大约441000名劳工。中国方面也很愿意为英法提供劳工，因非戰鬥人員所承受的傷亡風險及費用開銷遠比正規軍隊為低，派遣勞工亦能在战后谈判中赢得一定国际地位。
1915年6月，中華民國總統袁世凱心腹梁士詒向英國提議華工計劃，英國拒絕。梁士詒轉而與法國接洽，當時法國人力資源缺乏，亦考慮利用華工，接受提議:54。同年11月，法國陸軍部正式決定實施招募華工計劃，其後任命退役少校陶履德（法语原名Georges Truptil）為代表，組織陶履德招工團到中國招募工人。梁士詒則成立惠民公司，承辦招募事誼，與陶履德招工團在1916年5月14日簽約:55。
1916年5月14日，法国方面与中国签订了关于雇佣5万名劳工的合同。经过了简单的军事训练后，第一批劳工于6月在天津登船，前往法国马赛。当第一批中国劳工到达法国马赛港的时候，法国《Excelsior》日报在1916年8月22号的头版新闻上这样描述：“这些华工是通过仔细挑选招来法国的。他们大部分来自中国的北方。他们比安南人更加能忍受我们国家的气候。另外，医疗体检报告结果认为绝大部分的华工身体健壮，这对我们国家继续在那儿招工是一个好消息。”英国战时内阁在1916年批准征募中国劳工，并将劳工部队正式命名为“Chinese Labour Corps”，即中国劳工旅。1916年10月31日，英国方面在英属威海卫设立招募办事处，由一位在中国生活了28年的前铁路工程师——托马斯·J·伯恩负责:27。
英军中国劳工旅的两名指挥官是布莱恩·查尔斯·费尔法克斯上校和R·L·普尔东上校，二人都曾在义和团起义时服役于英军威海卫团。中国劳工们则主要来自山东省，也有部分来自辽宁、吉林、江苏、湖北、湖南、安徽和甘肃等地。第一批英军中国劳工旅的1088名人员于1917年1月18日从威海卫启航前往法国，經香港中轉，由苏伊士运河进入地中海、最后抵达馬賽港。

## 服役

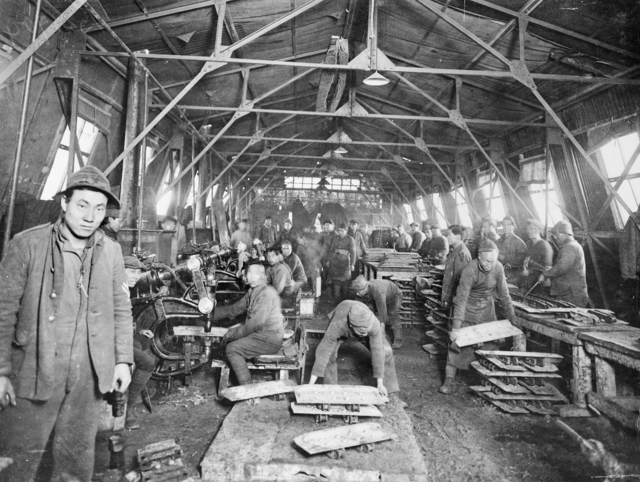
中国劳工在英军皇家坦克团的中央车间进行维修工作。

至1917年底，中国劳工旅已有5万4千名劳工在法国和比利时为英军工作，到1918年11月一战结束时则增长到了9万6千人。法国原本计划征召5万人，但最后只得到了4万名中国劳工，其中1万人后来转调到美国。英军招募的劳工主要负责为前线部队提供各种低技术含量的支持，包括搬运货物、建造营房、挖掘战壕、装填沙袋、铺设铁路、修建公路等，但是也有部份劳工进行了技术含量更高的工作，比如修理军用车辆，维护火炮等武器。另一部分劳工则被需要劳动力的企业公司招收，例如施奈德公司和雷诺公司，还有的被推荐至港口管理部门。一战停火半年后，中国劳工旅仍保留有8万名工人，继续担负清理战场的任务，诸如填埋弹坑、挖掘哑弹、收卷铁丝网、掩埋尸体等。
劳工旅的司令部位于皮卡第的滨海努瓦耶尔，该地还专门为中国劳工设有医院和临时拘留所。在滨海布洛涅、加莱和敦克尔克等法国北部城市都设有中国劳工的营房。工人们住在由士兵守卫的营房里，每500人组成一支劳工队，其中25人是承担管理职责的英国官员。中国劳工每天工作10小时，每周工作6天半，逢中国传统节日放假。他们每日两餐，其中包括中国食物。劳工虽然不属于正规军队，但是依然受军法军纪约束，平日也要穿着工作制服，与平民区别。劳工制服十分简陋，除了工号并没有任何身份标识。
大部份華工終戰後都分批逐步歸鄉，仅有五至七千人留在了法国並融入成為了法國華僑社群的一部份。2002年3月5日，最後一位在世的法國一戰華工朱桂生於法國西部拉罗谢尔辭世。

## 歧视

几名劳工表演传统戏曲娱乐其他劳工和部分英军士兵，可以看到英国与中国观众被一道铁丝网分开。照片摄于埃塔普勒，1918年6月。

种族歧视在二十世纪一直是一大社会问题，在欧洲的中国劳工难免也受到了不公的待遇。这些华工多被直接当做苦力使用。华工的工资一般在每日1至3法郎，低于英军收入最低等级的士兵。报酬部分发给劳工本人，其余直接寄给家人。随行翻译的报酬和用餐标准比普通劳工相对较高。除此之外中国劳工还被告知不得使用英军士兵的厕所，平日也很少能有机会离开营房当地居民交往。曾有计划将劳工派往英国本土工作，也因为英国工会的极力反对而无果而终。
華工與其他國家的工人時起衝突，與黑人尤其不和，時生械鬥，安南人則與華工齊心對抗黑人。法國人對華工開始時心存猜疑，認為他們是文盲，抽鴉片與酗酒，帶來霍亂和瘟疫:144-145。華工與法國人也有不少衝突，往往起於華工受法國人的侮辱，華工集體持掍攜石抵抗，或全體罷工:146-147。法國軍方下令華工凡未持通行証者，不得離開住所；法國北部有不少居民向官方投訴華工，要求把他們調走:148。由于普遍缺少娱乐活动，赌博便开始盛行，甚至因此发生过流血事件。在英国政府的安排下，基督教青年会的传教士志愿者进驻劳工旅，传教同时也负责主持工人们的福利及教育工作，颇受欢迎。

## 傷亡
勞工旅並不負責戰鬥，所以被捲入戰鬥而死的人數不多。根據英國和法國徵募人員的記錄，中國勞工旅死亡人數約二千人，大部分死於1918到1919年間的西班牙流感疫情。不幸逝世的中国劳工在法国北部与比利时的大约40处公墓共有2000座墓碑。最大的一处中国工兵公墓位于法国滨海努瓦耶尔，墓地有两座中国赠送的石狮守护，共有842座为中国劳工设立的墓碑。这些墓碑上都刻有中文墓志铭，以“流芳百世”、“至死忠誠”、“勇往直前”和“虽死犹生”字样最为普遍。
亦有港籍華工是經由英屬香港政府直接招募，一共有384名香港華工在為協約國擔任後勤人員時死亡，他們包括工匠、管工（foreman）、廚師以及翻譯人員，其中皇家工兵死者239人、華人搬運隊（Chinese Porter Corps）55人、港口行政及河道保護處（Port Administration and River Conservancy Department）33人、印度陸軍後勤工程隊27人、皇家印度海軍（Royal Indian Marine）14人、印度鐵路部13人、印軍勞工隊（Indian Labour Corps）3人。」

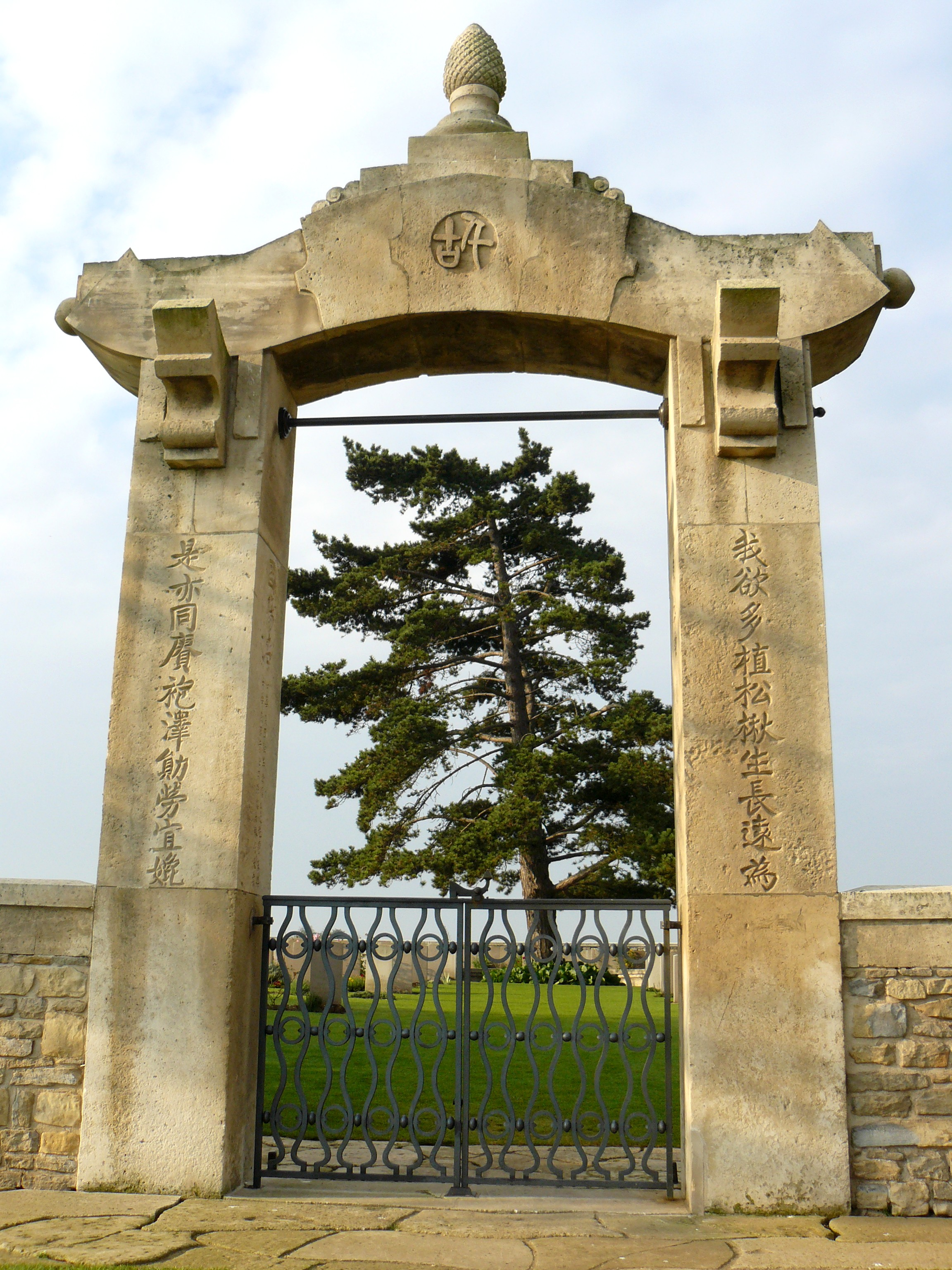
位于法国北部滨海努瓦耶尔的英军华人公墓入口

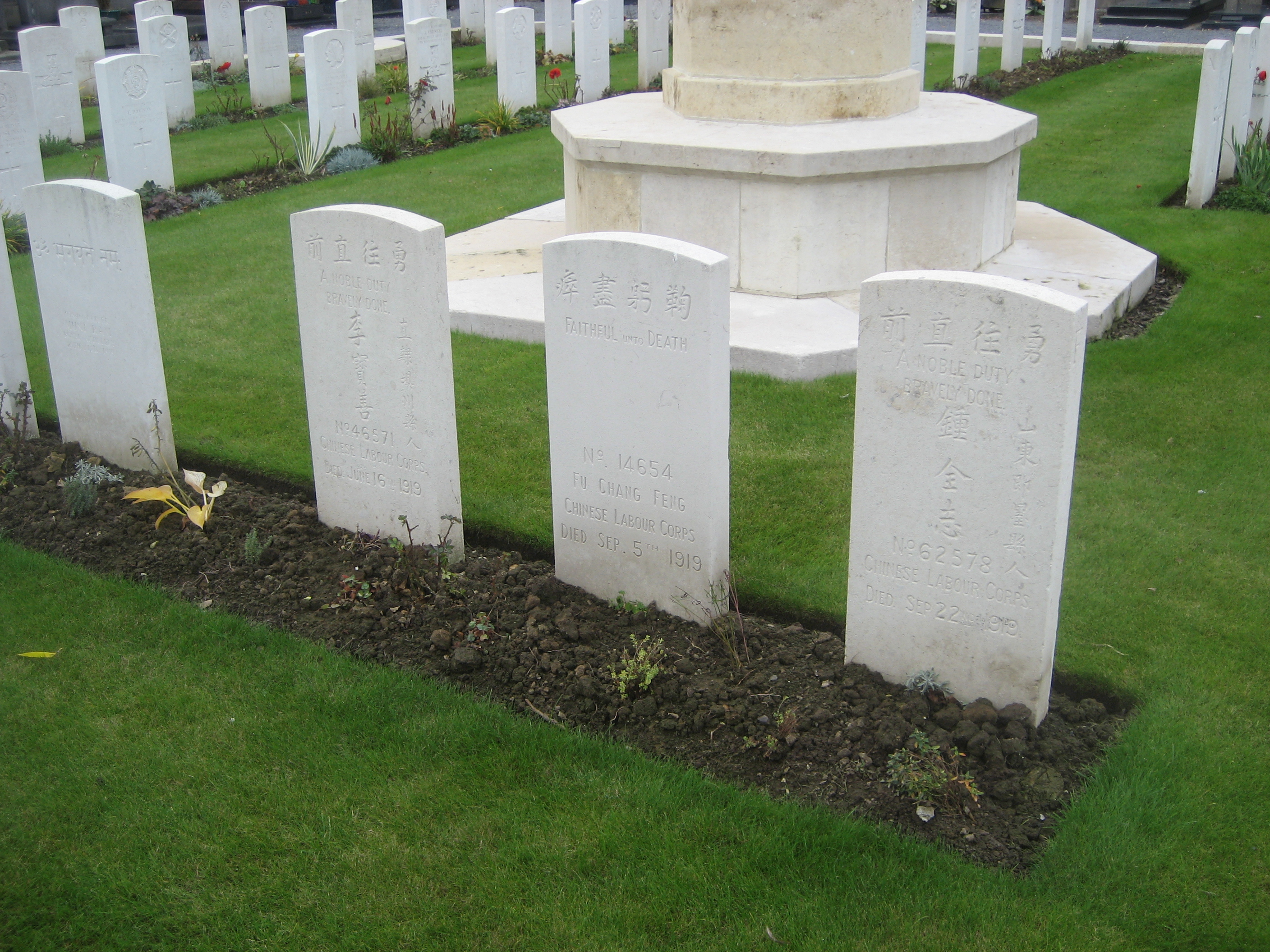
位于 Ascq Communal Cemetery 的墓碑

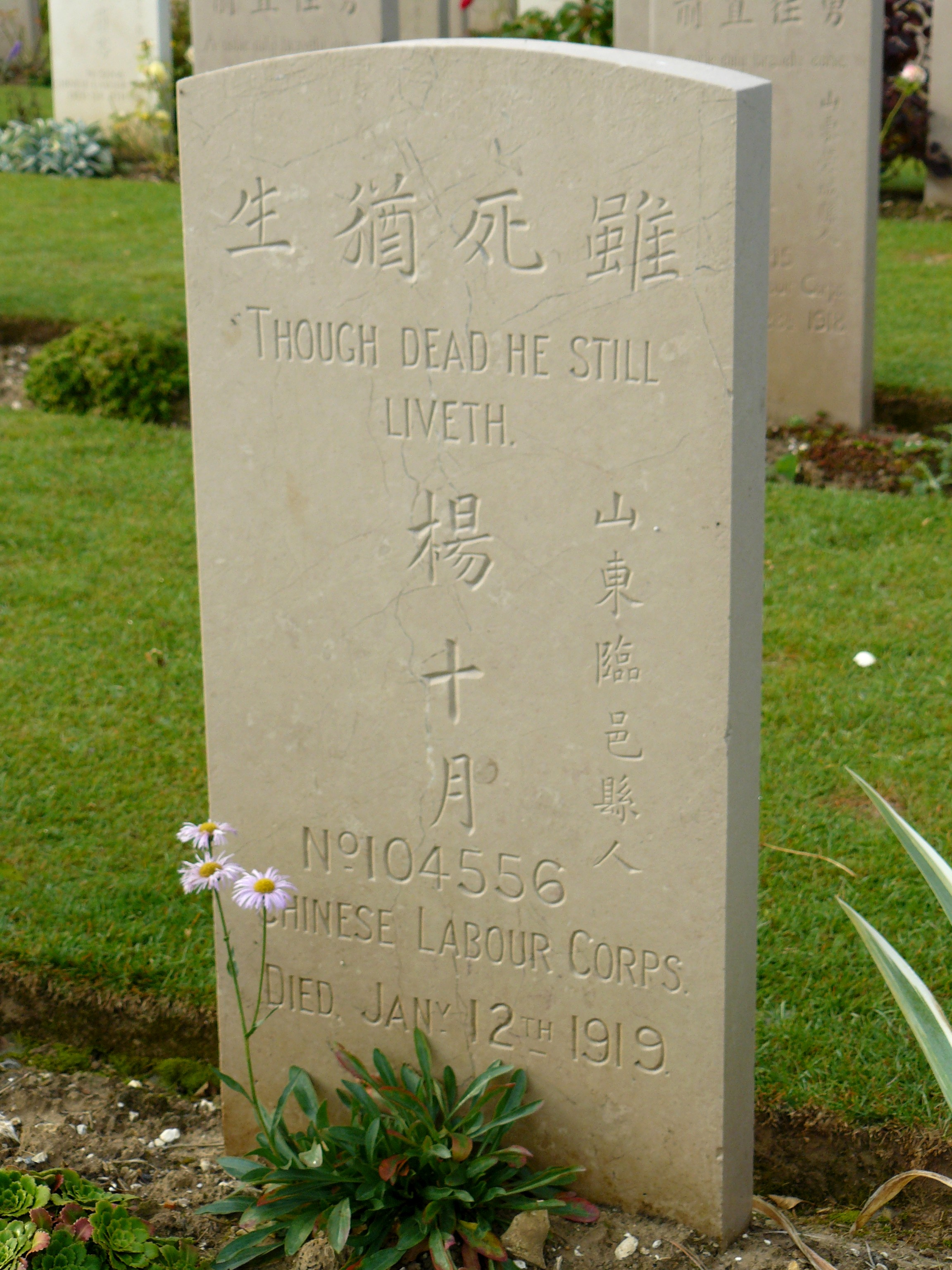
位于滨海努瓦耶尔的另一个墓碑

## 引用書目
- 鄺智文. . 三聯書店(香港). 2018. ISBN 9789620435638.

## 外部連結
- 一战华工网
- 《圖輯：一戰中國勞工軍團後人回顧歷史（页面存档备份，存于）》：在紀念第一次大戰百年之際，BBC中文網服役於一戰中國勞工軍團的基督教傳教士弗里德里克·奧尼爾的孫子馬克·奧尼爾向回顧勞工的歷史。
- 《The Age Of Warlords - China in WW1（页面存档备份，存于）》：YouTube历史频道《The Great War》对中国在一战中所作所为的特别报道。
- 《Chinese Workers in World War One — the Unknown History by Mark O'Neill（页面存档备份，存于）》
- 《中国劳工军团参加十月革命和苏俄内战（页面存档备份，存于）》
- 徐國琦：〈英法戰場上的中國勞工（页面存档备份，存于）〉。
- 徐國琦：〈第一次世界大戰及一戰華工的世界意義（页面存档备份，存于）〉。
- 徐國琦：〈一戰期間中國的「以工代兵」參戰研究（页面存档备份，存于）〉。
- 徐國琦：《文明的交融：第一次世界大戰期間的在法華工（页面存档备份，存于）》。
- 徐国琦：〈第一次世界大战期间的西线华工与中美“共有的历史”（页面存档备份，存于）〉。